# هيلين ريدي
هيلين ريدي (بالإنجليزية: Helen Reddy)‏ هي مؤلفة موسيقى تصويرية ومغنية وكاتبة أغاني وملحنة وممثلة أسترالية وأمريكية، ولدت في 25 أكتوبر 1941 في ملبورن في أستراليا.

## وصلات خارجية
- الموقع الرسمي
- هيلين ريدي على موقع IMDb (الإنجليزية)
- هيلين ريدي على موقع ميوزك برينز (الإنجليزية)
- هيلين ريدي على موقع أول موفي (الإنجليزية)
- هيلين ريدي على موقع قاعدة بيانات برودواي على الإنترنت (الإنجليزية)
- هيلين ريدي على موقع قاعدة بيانات الأفلام السويدية (السويدية)
- هيلين ريدي على موقع إن إن دي بي (الإنجليزية)
- هيلين ريدي على موقع أول ميوزيك (الإنجليزية)
- هيلين ريدي على موقع ديسكوغز (الإنجليزية)
- هيلين ريدي على موقع قاعدة بيانات الفيلم (الإنجليزية)